# Bulbophyllum capilligerum
Bulbophyllum capilligerum là một loài phong lan thuộc chi Bulbophyllum.